# كولغان للطيران
كولغان للطيران (Colgan Air) كانت شركة طيران إقليمية معتمدة من شركة طيران بيناكل. يقع المقر الرئيسي لشركة كولغان للطيران في ممفيس بولاية تينيسي.
عملت كولغان للطيران لشركة كونتيننتال اكسبرس / يونايتد اكسبرس ويو اس ايروايز اكسبريس قبل أن تصبح غير صالحة للعمل. ألغت شركة طيران بيناكل اسم كولغان للطيران تدريجياً في 5 سبتمبر 2012، ونقلت الموظفين والخدمات اللوجستية إلى طيران بيناكل.

## تاريخ

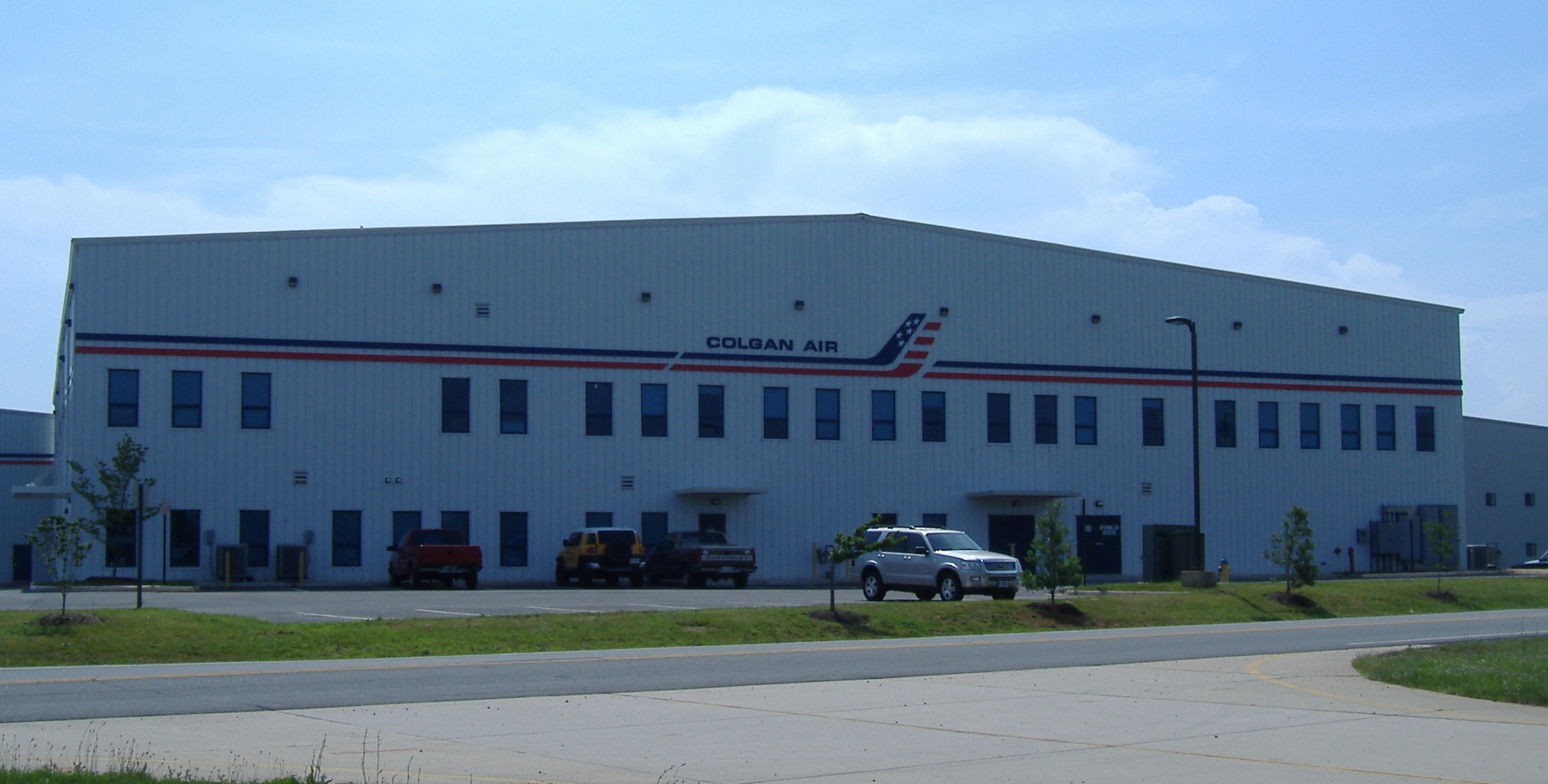
مبنى كولغان للطيران في ماناساس، فيرجينيا، الولايات المتحدة الأمريكية

أسس تشارلز جيه كولغان مشغل قاعدة ثابتة شركة كولغان للطيران في مطار ماناساس في عام 1965. بدأت الخدمة المجدولة بموجب عقد مع شركة آي بي إم في عام 1970 بين ماناساس، فيرجينيا، بالقرب من واشنطن العاصمة، ومطار مقاطعة دوتشيس بالقرب من بوغكيبسي، نيويورك. في عام 1986، استلمت شركة كولغان للطيران عقدها الأول مع شركة طيران نيويورك التي تعمل تحت اسم طيران نيويورك كونكشن مع بيتشكرافت موديل 99 وبيتشكرافت 1900سي وبانتس 330. تم دمج طيران نيويورك في شركة كونتيننتال إيرلاينز في 1 فبراير 1987، وفي ذلك الوقت أصبحت كولغان شركة تغذية كونتيننتال إكسبريس. ثم تم الحصول على 31 طائرة جيت ستريم. في عامي 1986 و 1987، شارك كولغان أيضًا في الكود مع خطوط بان أمريكان كشريك خطوط بان أمريكان على طريق واشنطن دالاس إلى نورفولك. تم بيع كولغان لاحقًا إلى الخطوط الجوية الرئاسية التي كانت أيضًا مشغل كونتيننتال اكسبرس. في منتصف عام 1988، تحولت كولغان وبريسيندشل من وحدة التغذية كونتيننتال اكسبرس لتصبح شركة نقل مغذي يونايتد اكسبرس. استمرت هذه العملية تحت راية الخطوط الجوية المتحدة حوالي عام واحد فقط قبل إغلاق الرئاسة في عام 1989.

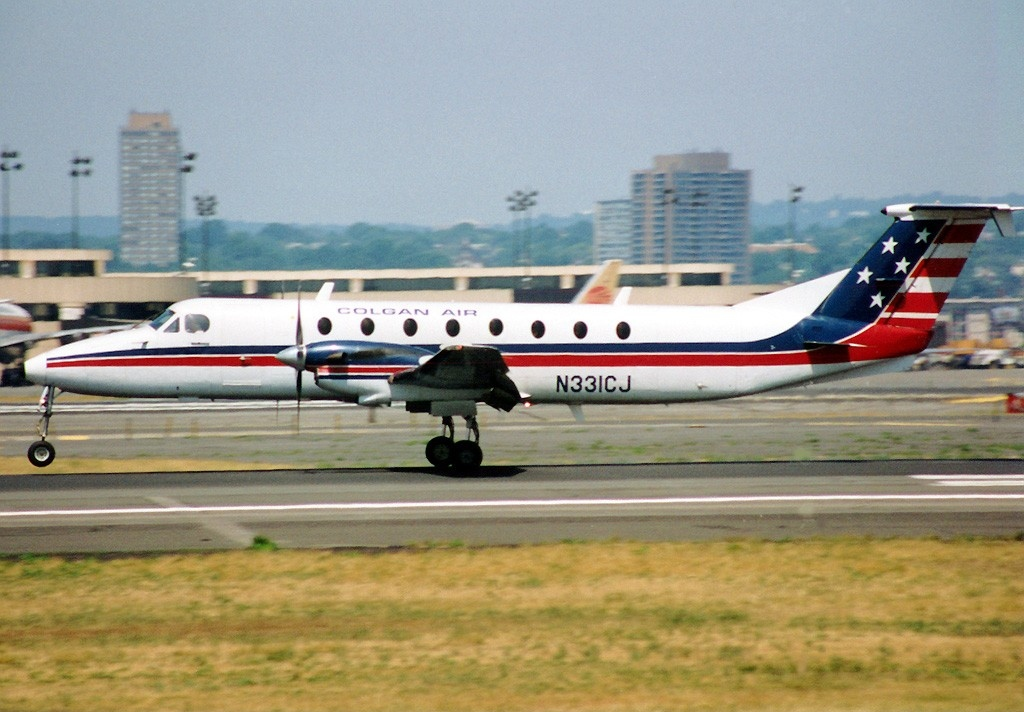
كولغان للطيران بيتشكرافت 1900C

بعد انتهاء فترة الرئاسة، أعاد كولغان وابنه، مايكل ج، الخدمة تحت اسم العاصمة الوطنية (National Capital) على طريق واشنطن-دالاس إلى بينغهامتون، نيويورك، في 1 ديسمبر 1991. تم تقديم الخدمة بمعدات بيتشكرافت 1900C. تم إسقاط هذا المسار لاحقًا واعتماد اسم كولغان للطيران. في 1 يوليو 1997، أصبح كولغان مغذيًا لشركة كونتيننتال إيرلاينز مرة أخرى، وهذه المرة تعمل تحت اسم كونتيننتال كونيكشن.

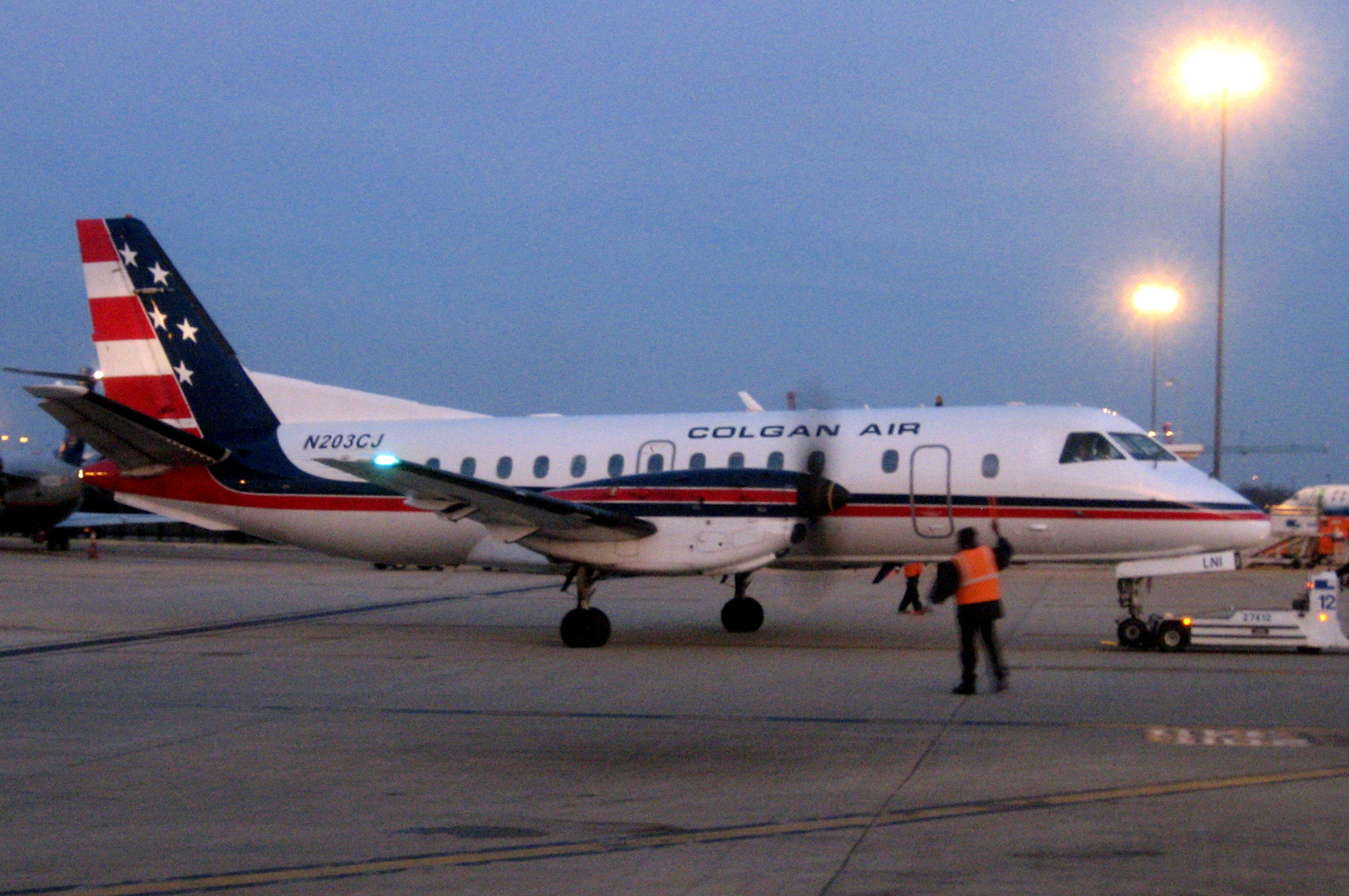
ساب 340B في كسوة كولغان للطيران في مطار واشنطن دولس الدولي

في 11 ديسمبر 1999، تركت كولغان نظام كونتيننتال وأصبحت حصريًا شركة الخطوط الجوية الأمريكية السريعة، وركزت مساراتها حول محطات الخطوط الجوية الأمريكية الرئيسية مثل مطار لاغوارديا ومطار بيتسبرغ وومطار بوسطن. ومع ذلك، في عام 2005، استحوذت شركة كولغان على طائرة إضافية من طراز ساب 340 واستأنفت الخدمة تحت اسم كونتينتال كونكشن خارج هيوستن.
في 4 أكتوبر 2005، بدأت شركة كولغان للطيران في توفير رحلات جوية لرحلات يونايتد اكسبرس من مطار دالاس الدولي في واشنطن. في البداية كانت تخدم تشارلستون، وست فرجينيا، ومطار مقاطعة ويستشستر في وايت بلينز، نيويورك، وسعت كولغان خدمة يونايتد إكسبريس لتشمل ستيت كوليدج، بنسلفانيا. شارلوتسفيل، فيرجينيا؛ ألينتاون، بنسلفانيا؛ وبينغهامتون، نيويورك.
استحوذت شركة طيران بيناكل على شركة كولغان للطيران في 18 يناير 2007 مقابل 20 مليون دولار أمريكي. بموجب شروط الشراء، استمر أسطول الطائرات الإقليمي لشركة كولغان في العمل بشكل مستقل عن الشركة الفرعية الرئيسية لشركة طيران بيناكل، شركة طيران بيناكل، التي استمر أسطولها النفاث الإقليمي بالكامل في الطيران والعمل في كسوة نورث ويست ايرلينك. لقد كانت خطوة إستراتيجية من قبل بيناكل للوصول إلى شركاء كولغان، الخطوط الجوية القارية، الخطوط الجوية المتحدة والخطوط الجوية الأمريكية.
بدأت كولغان للطيران في تقديم الخدمة من مطار نيوآرك ليبرتي الدولي (مثل كونتينتال كونكشن) بدءًا من أوائل عام 2008.
انتقل مقر كولغان من ماناساس، فيرجينيا، إلى مقر بيناكل في ممفيس، تينيسي، في ديسمبر 2009.
في يوليو 2010، أعلنت شركة طيران بيناكل أنه سيتم إلغاء اسم كولغان للطيران تدريجياً وسيتم تشغيل جميع رحلات شركة طيران بيناكل بواسطة شركة طيران ميسابا. عملت كولغان لمدة عامين آخرين قبل إنهاء عملياتها في عام 2012.
في 15 مايو 2012، توقفت شركة كولغان للطيران عن الطيران لشركة يو اس ايروايز اكسبريس. في 5 يونيو، توقفت الرحلات الجوية من وإلى مطار هيوستن (IAH) لشركة يونايتد إكسبريس. كان كولغان قد عمل سابقًا بصفته كونتينتال كونكشن من (IAH) مع طائرة ساب 340 قبل اندماج كونتينتال-يونايتد. في 31 يوليو، قامت شركة كولغان للطيران بالتخلص التدريجي من العمليات إلى أسطول ساب 340.
كانت آخر رحلة طيران، كولغان للطيران تقوم بأعمال تجارية مثل يونايتد اكسبرس الرحلة 3923 من واشنطن-دالاس إلى ألباني، نيويورك، في 5 سبتمبر 2012.
تم تسليم كيو 400 المتبقية عند الطلب إلى ريبابلك إيرويز. ثم قامت ريبابلك بالتخلص التدريجي من سيارات كيو 400 بين سبتمبر 2014 وسبتمبر 2016.

## المحطات

### كيونايتد اكسبرس
محلي
- مين

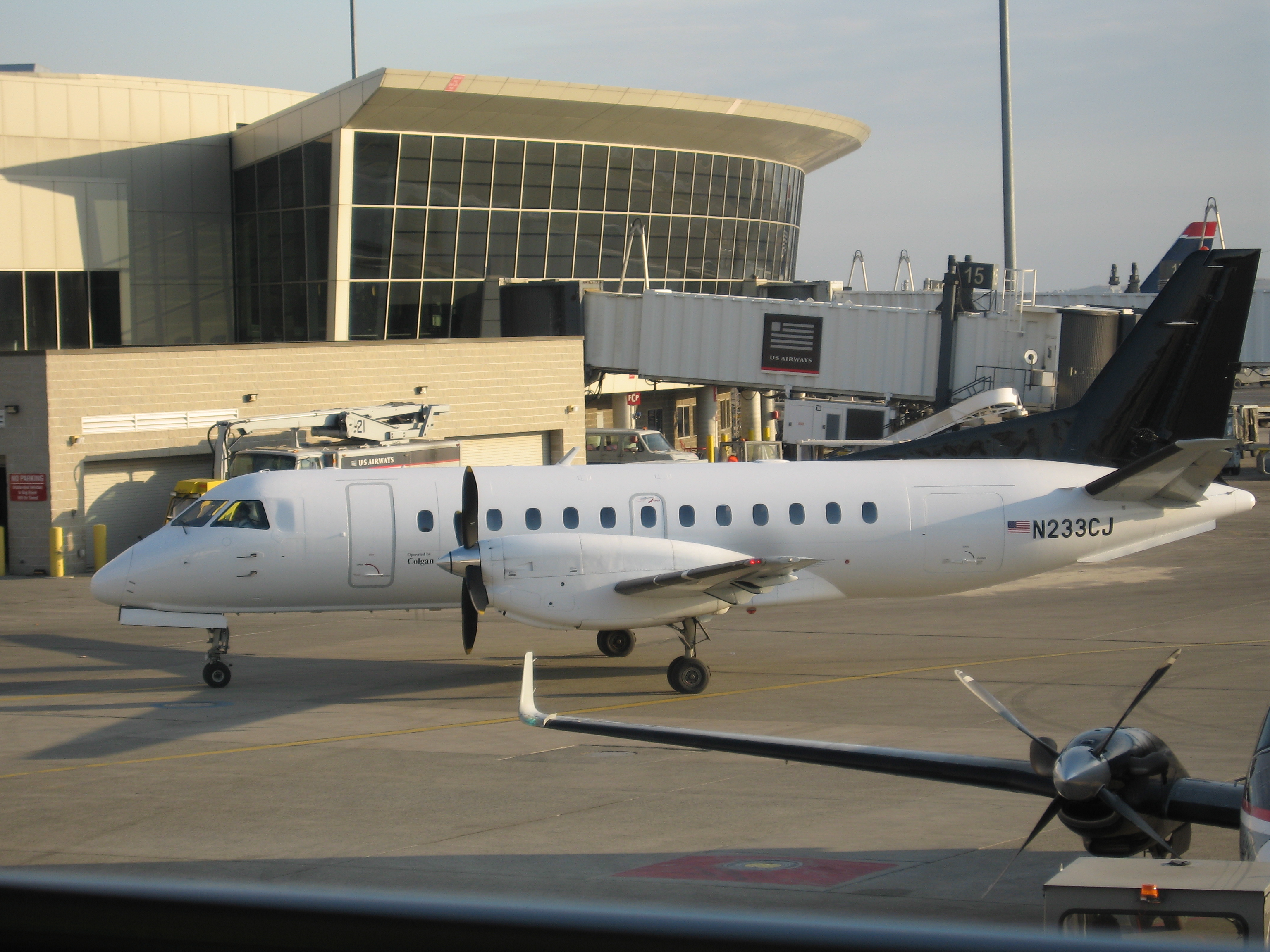
ساب 340B في كسوة غير مميزة تديرها كولغان للطيران في مطار لوغان الدولي

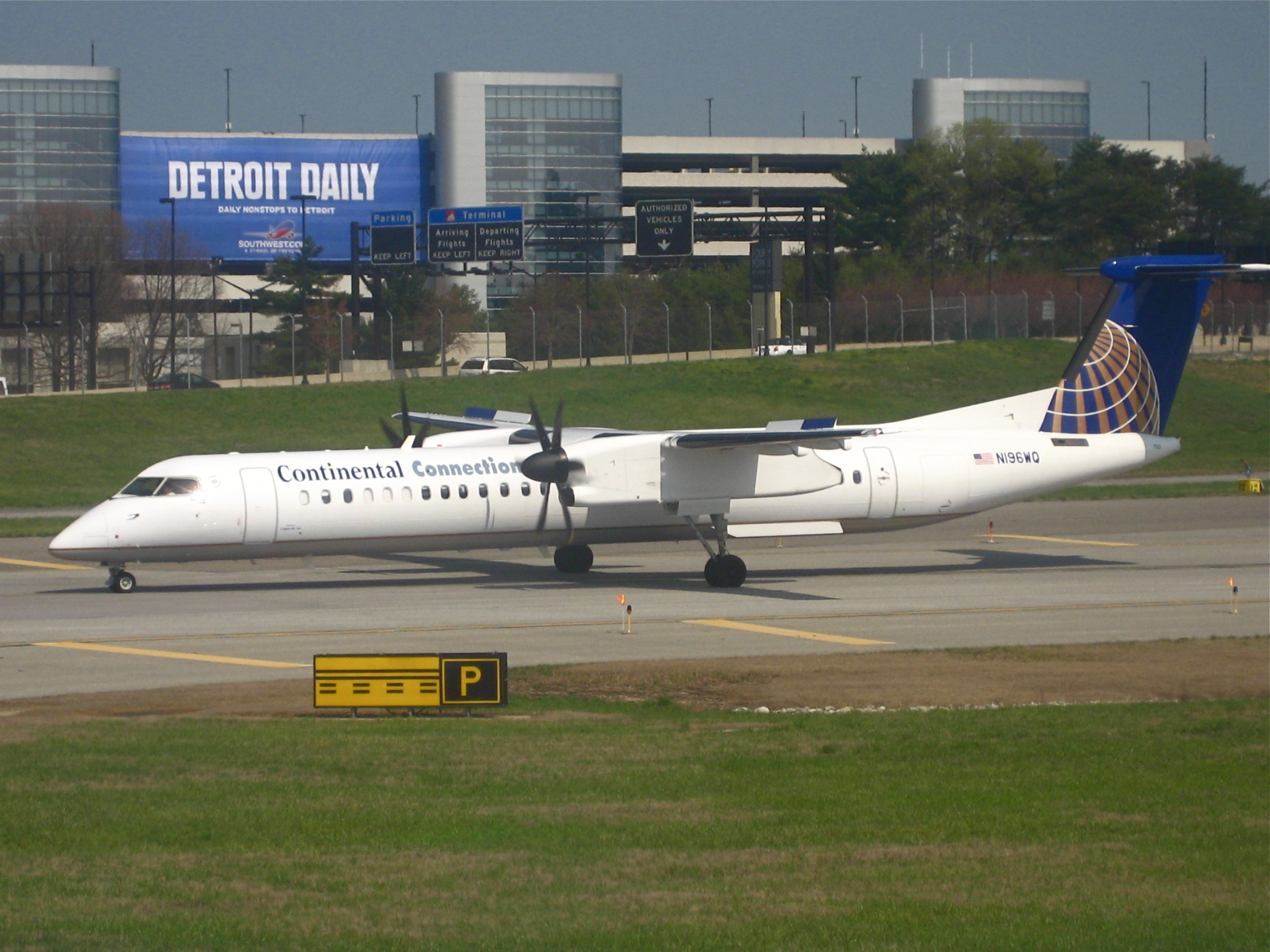
بومباردييه كيو 400 بلون كونتينتال كونكشن كسوة في مطار BWI

  - بورتلاند (مطار بورتلاند الدولي للطائرات النفاثة)
- ماريلاند
  - بالتيمور (مطار بالتيمور - واشنطن الدولي ثورجود مارشال)
- ماساتشوستس
  - بوسطن (مطار بوسطن لوغان الدولي)
- نيو جيرسي
  - نيوآرك (مطار نيوآرك ليبرتي الدولي) محور
- نيويورك
  - ألباني (مطار ألباني الدولي)
  - بوفالو (مطار بوفالو نياغرا الدولي)
  - روتشستر (مطار روتشستر الدولي)
  - سيراكيوز (مطار سيراكيوز هانكوك الدولي)
- شمال كارولينا
  - رالي - دورهام (مطار رالي- دورهام الدولي)
- أوهايو
  - كليفلاند (مطار كليفلاند هوبكنز الدولي)
  - كولومبوس (مطار بورت كولومبوس الدولي)
- بنسلفانيا
  - بيتسبرغ (مطار بيتسبرغ الدولي)
- جزيرة رود
  - بروفيدنس (مطار تي في غرين)
- كارولينا الجنوبية
  - ميرتل بيتش (مطار ميرتل بيتش الدولي)
- فيرمونت
  - برلنغتون (مطار برلنغتون الدولي)
- نيو هامبشاير
  - لبنان (مطار لبنان المحلي)
- فرجينيا
  - نورفولك، فيرجينيا - مطار نورفولك الدولي
  - ريتشموند (مطار ريتشموند الدولي)
  - واشنطن العاصمة (مطار رونالد ريغان واشنطن الوطني) (مطار واشنطن دالاس الدولي) محور

كندا
- مقاطعة نفوفا سكوشيا
  - هاليفاكس (مطار هاليفاكس ستانفيلد الدولي)
- أونتاريو
  - تورونتو (مطار تورونتو بيرسون الدولي)
- كيبيك
  - مونتريال (مطار مونتريال ترودو الدولي)

## أسطول
| طائرة            | مجموع | ركاب                                         | ملاحظات                                                                          |
| ---------------- | ----- | -------------------------------------------- | -------------------------------------------------------------------------------- |
| بومباردييه داش 8 | 14    | 74 جميعها اقتصادية 71 في تكوين الدرجة الأولى | عملت جميعها باسم كونتيننتال كونيكشن من عام 2008 حتى عام 2012، ثم يونايتد اكسبرس. |
| ساب 340          | 5     | 35 جميعها اقتصادية                           |                                                                                  |
| المجموع          | 19    |                                              |                                                                                  |

تم تشغيل جميع الطائرات بموجب شهادة التشغيل الخاصة بشركة كولغان للطيران.
تم جدولة طائرة كيو 400 لتغييرات التكوين الداخلي لتثبيت الدرجة الأولى. يتم تشغيل طائرة ساب 340 أيضًا.

## مقر
كان المقر الرئيسي لشركة كولغان للطيران، في نهاية حياة الشركة، يقع في ممفيس بولاية تينيسي. كان المقر الرئيسي سابقًا على أراضي مطار ماناساس الإقليمي في ماناساس بولاية فيرجينيا. في يوم الثلاثاء 28 يونيو 2005، صوت مجلس مشرفي المقاطعة في مقاطعة برينس ويليام بولاية فرجينيا على بيع 10 أكر (4.0 ها) من الأرض في اينوفيشن بمجمع برينس وليام للأعمال في مقاطعة برينس وليام لكولغان. خططت شركة كولغان للطيران لبناء 40,000 قدم مربع (3,700 م2) مقر الشركة ومنشأة التدريب في مجمع الأعمال مقابل 1.7 مليون دولار (بما في ذلك تكاليف المعدات) ونقل مقرها من موقع المطار. خططت كولغان لنقل موظفيها الإداريين والمتدربين من موقع المقر الرئيسي ومواقع أخرى في ماناساس ومقاطعة الأمير ويليام إلى المجمع الجديد. تخطط الشركة أيضًا لتوظيف حوالي 90 موظفًا إضافيًا كجزء من العملية.
بعد أن اشترت شركة طيران بيناكل. كولغان للطيران في عام 2007 وجعلت شركة كولغان للطيران تابعة لها، وافق بيناكل على الاحتفاظ بمقر كولغان في ماناساس طالما، على حد تعبير الشركة، «تستمر في جعلها منطقية من الناحية التشغيلية والمالية». في عام 2009، أعلنت شركة كولغان للطيران أنها ستنقل مقرها الرئيسي إلى ممفيس ليكون على مقربة من مكاتب طيران بيناكل، الشركة الأم لشركة كولغان للطيران. كان من المقرر أن ينتقل 50 موظفًا إلى ممفيس للعمل في جدولة الطاقم، والإيفاد، والتدريب، وعمليات الطيران، والمهام الإدارية الأخرى. بينما طُلب من 45 موظفًا آخر الانتقال إلى ممفيس، رفضوا البقاء في منطقة ماناساس. في سبتمبر 2009، كان من المقرر أن يبقى قسم الموارد البشرية في ماناساس. في أكتوبر 2009، حاولت شركة طيران بيناكل الحصول على حوافز إضافية من ولاية تينيسي حيث كان المقر الرئيسي لشركة كولغان على وشك الانتقال. خلال ذلك الشهر، أعلن كولغان أن 20 موظفًا سيبقون في ماناساس لإدارة حظائر الطائرات في مطار ماناساس الإقليمي. فقدت 100 وظيفة في ماناساس كجزء من نقل المقر. تعتقد هيلين بيكر، محللة النقل التي عينتها «شركة جيسوب ولامونت للضمانات» (Jesup & Lamont Securities Corp)، أن نقل كولغان سيساعد في تقليل التكاليف؛ قالت إن الشركة لا تحتاج إلى مقرين للشركة وأن «أعتقد أن الأمر يتعلق بذلك أكثر من أي شيء آخر».
في عام 2010، نظرت شركة طيران بيناكل في نقل مقرها الرئيسي إلى وسط مدينة ممفيس وإلى أوليف برانش، ميسيسيبي، كما نظرت شركة الطيران في الاحتفاظ بالمقر الرئيسي في موقعه الحالي. اختار بيناكل وسط مدينة ممفيس، وفي 8 أكتوبر 2010، أقامت شركة الطيران احتفالًا بقرارها الانتقال إلى ون كوميرس سكوير في وسط مدينة ممفيس. قدمت لجنة وسط المدينة ومدينة ممفيس ومقاطعة شيلبي حوافز بقيمة 10 ملايين دولار، بما في ذلك مواقف مجانية للسيارات، لإقناع بيناكل بالانتقال إلى وسط مدينة ممفيس.

## الوقائع والحوادث
- 26 أغسطس 2003 - رحلة كولغان للطيران 9446، وهي بيتشكرافت 1900دي تعمل لصالح يو اس ايروايز اكسبريس حيث ضربت «رحلة العبور» غير المدرة للدخل المياه قبالة ساحل يارموث، ماساتشوستس، بعد وقت قصير من إقلاعها من مطار بارنستابل المحلي في هيانيس، ماساتشوستس. توفي كلا الطيارين في الحادث.[11]
- 12 فبراير 2009 - تحطمت رحلة كولغان للطيران 3407، بومباردييه كيو 400 التي تم تشغيلها لصالح كونتينتال كونكشن، في منزل يقع في 6038 لونق ستريت في مركز كلارينس، نيويورك، أثناء اقترابها من مطار بوفالو نياغرا الدولي، مما أسفر عن مقتل 50 شخصًا.[12] يشير تقرير NTSB إلى أن خطأ الطيار، ولا سيما الاستجابة غير القياسية لنظام «العصا الهزاز» (stick-shaker)، كان سبب الانهيار. وشملت الأسباب الثانوية إرهاق الطيار.[13]
- 7 سبتمبر 2011 - هبطت رحلة كولغان للطيران 3222، مع 23 راكبًا في طريقها من هيوستن، تكساس، إلى بحيرة تشارلز، لوس أنجلوس، في ساوثلاند فيلد، الذي كان مطارًا مشابهًا يقع جنوب غرب الوجهة المقصودة. تم بعد ذلك إعفاء الطاقم من الخدمة. طُلب من الكابتن جون هيكمان إعادة تدريبه لإثبات الكفاءة، بعد أن تولى قيادة الطائرة في تلك الليلة.[14]

## روابط خارجية
- كولغان للطيران